# Somerset Railway
Die Somerset Railway ist eine ehemalige Eisenbahngesellschaft in Maine (Vereinigte Staaten). Sie wurde am 19. März 1860 zunächst als Somerset Railroad gegründet und baute ein 150 Kilometer langes, normalspuriges Streckennetz ausgehend von Oakland, wo Anschluss an die Hauptstrecke der Maine Central Railroad bestand. 1874 wurde die Bahnstrecke Oakland–North Anson sowie ein Abzweig zu einem Steinbruch bei Norridgewock fertiggestellt.
Nachdem die Gesellschaft am 3. Januar 1879 Insolvenz anmelden musste, wurde sie am 15. August 1883 als Somerset Railway neugegründet. Bis 1890 wurde die Bahnstrecke nach Bingham verlängert. Anfang des 20. Jahrhunderts war die Gesellschaft erneut insolvent und wurde im August 1904 an die Kennebec Valley Railroad verkauft, die jedoch gleichzeitig ihren Namen in Somerset Railway änderte. Bis 1907 baute die Bahngesellschaft eine Zweigstrecke nach Kineo am Moosehead Lake.
Am 1. Juli 1911 erfolgte die Fusion mit der Maine Central Railroad. Heute besteht nur noch die Hauptstrecke von Oakland nach North Anson, die von den Pan Am Railways benutzt wird. Die Strecke nach Kineo wurde 1933 stillgelegt, der Abschnitt von North Anson bis Bingham 1979. Der Betrieb zwischen Madison und North Anson ist eingestellt.